# 総務部
総務部（そうむぶ）は、組織全体に関する事務を扱うために設けられる部署。特に国や地方公共団体で多く設けられる。

## 総務省
総務省は、2001年の中央省庁再編で誕生した日本の中央省庁の一つ。

## 行政機関の総務部署
中央省庁においては、防衛省情報本部のほか、特許庁、気象庁、公安調査庁、海上保安庁等の内部部局に総務部が設けられることが多い。
地方公共団体においては総務部が設けられている。総務部長は人事・財政・防災等を管轄するポストとされ、首長（都道府県知事や市町村長）や副首長（副知事や副市町村長）に次ぐ立場と見られている。一方で東京都庁のように総務局等の局の下に総務部が設けられている例もある。

## 企業の総務部署
企業や団体等の組織において、経営企画や、株主総会、取締役会運営の為の事務局業務、官公署への行政手続（許認可申請）、オフィスのレイアウトの計画（ファシリティマネジメント）、社内情報通信網の整備など、組織全体に関する事務を扱う部署の事。職務としての総務については総務（職務）を参照。
民間企業において総務を担当する部署は総務部等と呼ばれる。中規模以下の企業では経理部門も併せ持ち、総務部の中に経理課が置かれているケースもある。人事についても同様であり、総務部人事課が存在したり、総務課が人事を担当している場合もある。
かつて総務部は日本企業の独特の事業部門であり、諸外国の企業では無いと思われていた、例えば、米国企業では総務部は基本的に存在せず、日本で一般的に総務部の業務といわれている仕事も、業務別に最も関連性が深い部署に所属しているのが一般的（日本経済新聞社「ゼミナール経営管理入門」3ページ参照)とされていた。
しかし、それは誤りであり、英連邦諸国や米国の法人にも法人の書記役 (secretary) や最高総務責任者 (chief administrative officer) 等の役員および役員を補佐する総務の部署が設置される
1990年から今日に至るまでの30年間をかけて、グローバル企業において、総務やファシリティマネジメントの専門性が重視されるようになり、
Apple社、グーグル社のように、従業員の働く「場」や従業員の働きやすさを工夫する企業が増えている。
そういった企業では、総務は専門職であり、総務の最高責任者に最高知識責任者 (chief knowledge officer) 
を置いている事もある。
米国の法人や英連邦諸国や香港の会社には、日本で一般に法人の総務部が管掌するとされる、法人の登記に関する事務、法人の社員名簿又は株主名簿の管理、法人の社員総会又は株主総会並びに理事会又は取締役会の手続きの議事録への記録および保管、招集に関する事務、議案や資料の交付等の事務、法人の公式文書の保管および管理、法人印（シール）の保管などについて責任を負う、法人の書記役 (secretary) や最高総務責任者 (chief administrative officer) 等の役員および役員を補佐する部署が設置されるので、この部署が総務部にあたる職務を行う。また、ジェネラリスト、ジェネラル・スタッフ、という役職で、総務的な仕事をする役職もある。
日本国内の資格制度では、行政書士（総務省・自治行政局所管）があり、企業の総務部からの外部委託や、一般からの会社設立や、遺産分割協議書などの書類作成の相談を業務として扱っている。